# Modrič, Slovenska Bistrica
Modrič este o localitate din comuna Slovenska Bistrica, Slovenia, cu o populație de 134 de locuitori.